# Kongwa (huyện)
Kongwa là một huyện thuộc vùng Dodoma, Tanzania. Thủ phủ của huyện Kongwa đóng tại Kongwa. Huyện Kongwa có diện tích 4041 ki lô mét vuông. Đến thời điểm điều tra dân số ngày 25 tháng 8 năm 2002, huyện Kongwa có dân số 248656 người.